# Journal of Plant Registrations
Journal of plant registrations is een internationaal, aan collegiale toetsing onderworpen wetenschappelijk tijdschrift op het gebied van de landbouwkunde en plantkunde. De naam wordt in literatuurverwijzingen meestal afgekort tot J. Plant Regist. Het wordt uitgegeven door de Crop Science Society of America en verschijnt 3 keer per jaar. Het is een elektronisch tijdschrift; er is geen gedrukte versie meer.